# Ozarba hypotaenia
Ozarba hypotaenia is een vlinder van de familie van de uilen (Noctuidae). De wetenschappelijke naam van deze soort is voor het eerst voorgesteld als Microphysa hypotaenia door Hans Daniel Johan Wallengren in een publicatie uit 1860.
De soort komt voor in Kenia, Tanzania, Zuid-Afrika en Eswatini.